# Neraudia melastomifolia
Neraudia melastomifolia, được gọi là Maʻaloa trong tiếng Hawaii, thuộc họ tầm ma, Urticaceae, là loài đặc hữu của Hawaii. Đây là một cây bụi hoặc cây cỡ nhỏ, cao tới 5 m (16 ft). N. melastomifolia sống trong các khu rừng ẩm thấp ven biển, rừng ẩm thấp hỗn hợp, và rừng mưa nhiệt đới của Hawaii ở độ cao 270–1.160 m (890–3.810 ft) trên các đảo Kauaʻi Oʻahu, Molokaʻi, và Maui. Chúng hiện đang bị đe dọa vì mất môi trường sống.